# 博登縣 (德克薩斯州)
博登縣（英語：Borden County）位美國德克薩斯州埃斯塔卡多平原邊緣的一個縣。面積2,347平方公里。根据美國2000年人口普查，共有人口729人。縣治蓋爾（Gail）。
成立於1876年8月21日，縣政府成立於1891年3月17日。縣名紀念煉奶的發明者蓋爾·博登。